# UFC 168
UFC 168: Weidman vs. Silva 2 fue un evento de artes marciales mixtas celebrado por Ultimate Fighting Championship el 28 de diciembre de 2013 en el MGM Grand Garden Arena en Las Vegas, Nevada.

## Historia
El evento estuvo encabezado por una pelea de campeonato de peso medio entre el actual campeón Chris Weidman y el excampeón Anderson Silva. Ambos se enfrentaron en UFC 162 donde Weidman ganó por nocaut en el segundo asalto, ganando el título.
El evento coestelar fue una pelea de campeonato femenino de peso gallo entre la actual campeona Ronda Rousey y Miesha Tate. Ambas se enfrentaron en Strikeforce en 2012 donde Rousey ganó por sumisión en la primera ronda. También fue un enfrentamiento entre las dos entrenadoras de The Ultimate Fighter.
Se esperaba que Shane del Rosario se enfrentara a Guto Inocente en el evento, sin embargo ambos se retiraron de la pelea citando lesiones. Antes de la fecha de pelea programada, del Rosario sufrió dos ataques cardíacos repentinos y falleció dos semanas después, el 9 de diciembre.

## Resultados
1. ↑  Por el Campeonato de Peso Medio de UFC.
2. ↑  Por el Campeonato de Peso Gallo de Mujeres de UFC.
3. ↑  Originalmente victoria por decisión unánime para Siver. El resultado fue cambiado a "Sin resultado" después de que Siver diera positivo por una sustancia prohibida durante una revisión posterior a la pelea.

## Premios extra
Cada peleador recibió un bono de $75,000.
- Pelea de la Noche: Ronda Rousey vs. Miesha Tate
- KO de la Noche: Travis Browne
- Sumisión de la Noche: Ronda Rousey